# Tribu de Rubén

Mapa de las doce tribus de Israel; el territorio supuesto de Rubén está sombreado en verde pálido. Sin embargo, los estudiosos de la arqueología generalmente están de acuerdo en que Josué no es una fuente confiable para reconstruir la historia del período que describe.

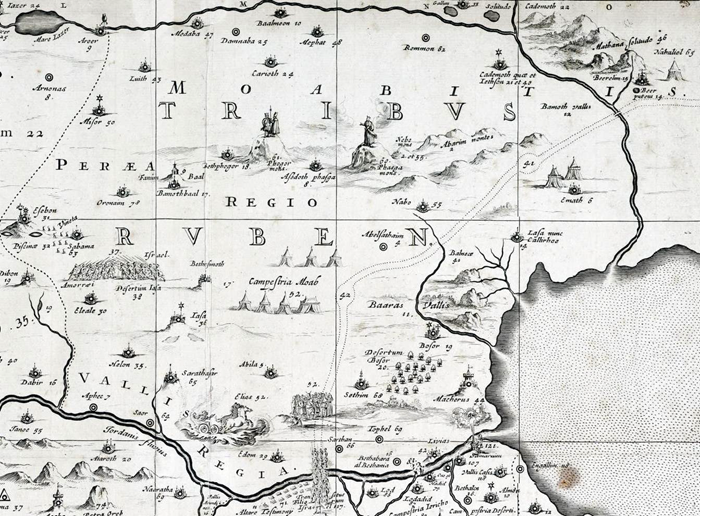
Mapa detallado de Rubén (Thomas Fuller, 1869; el este está en la parte superior)

Según la Biblia hebrea, la «Tribu de Rubén» (Nombre hebreo רְאוּבֵן Rə'ūven Rə'ūḇēn) era una de las doce tribus de Israel. A diferencia de la mayoría de las tribus, la tierra de Rubén, junto con la de Gad y la mitad de Manasés, estaba en el lado oriental del Jordán y compartía frontera con Moab. Según la narración bíblica, la tribu de Rubén descendía de Rubén, el hijo mayor del patriarca Jacob. La Biblia considera a Rubén, junto con otras nueve tribus, parte del reino del norte de Israel, y desaparece de la historia con la desaparición de ese reino en el año 723 a. C.

## Territorio tribal
El Libro de Josué registra que Moisés asignó tierras a las tribus de Rubén, Gad y la mitad de la Manasés en el lado oriental del río Jordán y el mar Muerto. A la tribu de Rubén se le asignó el territorio inmediatamente al este del Mar Muerto, que se extendía desde el río Arnon en el sur, y tan al norte como se extendía el Mar Muerto, con una frontera oriental vagamente definida por la tierra que se disuelve en el desierto; el territorio incluía la llanura de Madaba.
La frontera exacta entre Rubén y la Tribu de Gad, que generalmente se considera que estaba situada al norte de Rubén, se especifica de forma algo incoherente en la Biblia, ya que Dibón y Aroer forman parte de Gad según Números 32:34, pero forman parte de Rubén según Josué 13:15 -16. Sobre esta base, la Enciclopedia Judía (1906) afirmaba que el territorio de Rubén era un enclave en el territorio de Gad.
Los territorios descritos en Josué 13 representan a Gad como al norte de Rubén, mientras que la descripción en Números 32 y 34 tiene a los rubenitas viviendo cerca de Hesbón, rodeados por gaditas. Yohanan Aharoni interpretó la descripción en Números como una referencia a la distribución real de los Rubén y Gad en la época de David, y la descripción en Josué 13 como reflejo de distritos administrativos establecidos en la época de Salomón, pero no como reflejo de los patrones reales de asentamiento tribal. Hacia el año 900 a. C., parte del territorio de Rubén y Gad había sido capturado por el reino moabita.

## Narrativa bíblica

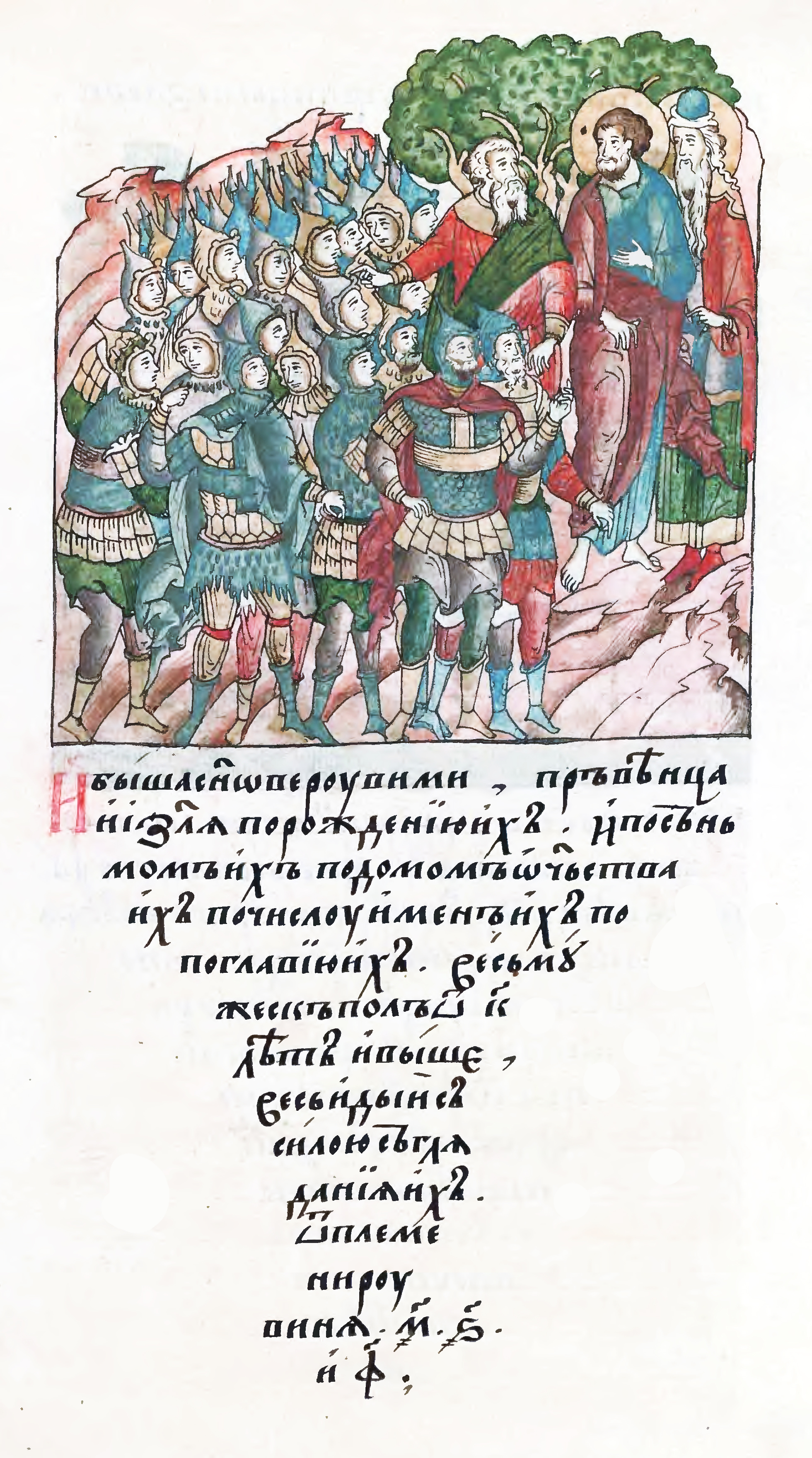
Familia de Rubén

### Orígenes
Según la Torá, la tribu estaba formada por descendientes de Rubén, el primer hijo de Jacob, y un hijo de Lea, de quien tomó su nombre. Los estudiosos modernos consideran que los acontecimientos descritos en el Génesis y el Éxodo, que contienen las primeras historias sobre Jacob y sus descendientes inmediatos, no son históricos.
La Biblia divide la tribu de Rubén en cuatro clanes o familias, los hanoquitas, los palluitas, los hezronitas y los carmitas, que según la Biblia descendían de los hijos de Rubén, Hanoc, Pallu, Hazrón y Carmi. 
El Génesis 49 contiene la Bendición de Jacob, una serie de predicciones que la Biblia presenta como pronunciadas por el patriarca Jacob sobre el destino futuro de las tribus descendientes de sus doce hijos. Algunos eruditos en textos bíblicos datan el texto bastante después de estos acontecimientos. Rubén se caracteriza por ser voluble, «inestable como el agua», y condenado a no volver a «tener . . . la excelencia» debido al crimen de Rubén de tener relaciones sexuales con la concubina de su padre Bilhah.
La Biblia relata que Jacob y sus doce hijos, junto con sus hijos, descendieron a Egipto como un grupo de unas setenta personas, incluidos Rubén y sus cuatro hijos.  Según el relato del Éxodo, los israelitas permanecieron en Egipto durante 430 años, y su número aumentó hasta incluir unos 600 000 hombres, sin contar mujeres ni niños.  En este punto, dejaron Egipto (véase El Éxodo) y vagaron durante cuarenta años por el desierto entre Egipto y la tierra prometida de Canaán.
Mientras las tribus se preparaban para entrar en Canaán cruzando al lado oeste del Jordán, el Libro de los Números registra que los israelitas derrotaron a Sijón y Og, reyes al este del Jordán.  Las tribus de Rubén y Gad solicitaron que se les diera tierra en el territorio al este del Jordán, porque era adecuada para sus necesidades como pastores de ganado. A cambio de su promesa de ayudar en la conquista de la tierra al oeste del Jordán, Moisés aceptó su petición y les concedió a ellos y a la mitad de Manasés tierras al este del Jordán. ref. Números 32 Tras la muerte de Moisés, Josué se convirtió en el líder de los israelitas, ref. Josué 1, y con la ayuda de estas tribus orientales, incluida la de Rubén, conquistó parte de Canaán y asignó la tierra de Israel a las doce tribus.
Según Kenneth Kitchen, esta conquista tuvo lugar alrededor del 1200 a. C., pero «casi todos» los eruditos han abandonado la idea de que Josué llevó a cabo una conquista de Canaán similar a la descrita en el Libro de Josué.  Israel Finkelstein y otros han afirmado que la falta de pruebas de una conquista sistemática o la aparición abrupta de una nueva cultura indica que los israelitas simplemente surgieron como una subcultura dentro de la sociedad cananea. El territorio de Rubén englobaba el territorio del anterior reino de Sijón.

#### Genealogía
|       |       |       |       |       |       |  |  | Rubén | Rubén | Rubén | Rubén | Rubén | Rubén |  |  | Eliuram | Eliuram | Eliuram | Eliuram | Eliuram | Eliuram |  |  |       |       |       |       |       |       |
|       |       |       |       |       |       |  |  | Rubén | Rubén | Rubén | Rubén | Rubén | Rubén |  |  | Eliuram | Eliuram | Eliuram | Eliuram | Eliuram | Eliuram |  |  |       |       |       |       |       |       |
|       |       |       |       |       |       |  |  |       |       |       |       |       |       |  |  |         |         |         |         |         |         |  |  |       |       |       |       |       |       |
|       |       |       |       |       |       |  |  |       |       |       |       |       |       |  |  |         |         |         |         |         |         |  |  |       |       |       |       |       |       |
| Hanok | Hanok | Hanok | Hanok | Hanok | Hanok |  |  | Pallu | Pallu | Pallu | Pallu | Pallu | Pallu |  |  | Hezron  | Hezron  | Hezron  | Hezron  | Hezron  | Hezron  |  |  | Karmi | Karmi | Karmi | Karmi | Karmi | Karmi |

### Historia tribal
En este período, según el antiguo Cantar de Débora, Rubén se negó a participar en la guerra contra Sísara, y el pueblo, en cambio, descansaba ociosamente entre sus rebaños como si fuera un tiempo de paz, aunque la decisión de hacerlo se tomó con gran pesar. 
Nahash aparece de repente como el atacante de Jabes-Galaad, que se encontraba fuera del territorio que reclamaba. Tras someter a los ocupantes a un asedio, la población buscó condiciones para la rendición, y Nahash les dijo que tenían la opción de morir (por la espada) o que les sacaran los ojos derechos. La población obtuvo siete días de gracia de Nahash, durante los cuales se les permitiría buscar ayuda de los israelitas, después de lo cual tendrían que someterse a las condiciones de la rendición. Los ocupantes buscaron la ayuda del pueblo de Israel, enviando mensajeros por todo el territorio, y Saúl, un pastor en ese momento, respondió levantando un ejército que derrotó decisivamente a Nahash y sus cohortes en Bet-ezel.
Las condiciones extrañamente crueles dadas por Nahash para la rendición fueron explicadas por Josefo como la «práctica habitual» de Nahash. Una explicación más completa salió a la luz con el descubrimiento de los Rollos del Mar Muerto: aunque no está presente ni en la Septuaginta ni en el texto masorético, se encontró un pasaje introductorio, anterior a esta narración, en una copia de los Libros de Samuel entre los rollos encontrados en la Cueva 4 de Qumrán:

[N]ahash, rey de los amonitas, presionaría duramente a los descendientes de Gad y a los descendientes de Rubén y les sacaría el ojo derecho a todos, pero no se salvaría a nadie de Israel y no quedaría nadie entre los hijos de Israel en el Tr(ansjordán) a quien Nahash, el rey de los amonitas, no le hubiera sacado el ojo derecho, pero he aquí que siete mil hombres (escaparon del poder de) los amonitas y llegaron a (Ya)besh Galaad. Aproximadamente un mes después, Nahash el amonita subió y sitió a Jabesh Galaad.

Según el Libros de las Crónicas, Adina y treinta rubenitas ayudaron a David como miembros de sus poderosos guerreros en la conquista de la Ciudad de David. También según Crónicas, durante el reinado del Rey Saúl Rubén instigó una guerra con los agarenos y salió victorioso; en otra parte del mismo texto, se dice que Rubén fue ayudado en esta guerra por Gad y la mitad oriental de Manasés.
Según 1 Crónicas 5:26, Tiglat-pileser III de Asiria (que gobernó entre 745 y 727 a. C.) deportó a los rubenitas, gaditas y a la media tribu de Manasés a «Halah, Habor, Hara y el río Gozán».
Según la Estela de Mesha moabita (ca. 840 a. C.), los moabitas recuperaron muchos territorios en la segunda parte del siglo IX a. C. (recientemente conquistados por Omri y Acab según la estela). La estela menciona la lucha contra la tribu de Gad, pero no contra la tribu de Rubén, a pesar de tomar Nebo y Jahaz, que estaban en el centro de su patria designada. Esto sugeriría que la tribu de Rubén en ese momento ya no era reconocible como una fuerza separada en esta zona. Incluso si todavía estaban presentes al estallar esta guerra, el resultado de esta guerra los habría dejado sin un territorio propio, al igual que las tribus de Simeón y Leví. Esta es, según Richard Elliott Friedman en ¿Quién escribió la Biblia?, la razón por la que estas tres tribus se pasan por alto en favor de Judá en la versión J de la bendición en el lecho de muerte de Jacob (compuesta en Judá antes de la caída de Israel).

### Estandarte
Las Tribus de Israel tenían estandartes descritos en el Libro de los Números, como el León de Judá. Los escritores judíos han discrepado sobre si la bandera de Rubén llevaba el símbolo de un hombre o un niño (Aben Ezrah), una mandrágora o un niño que sostenía una mandrágora en la mano.